# Greenville (Texas)
Greenville ist eine Stadt im US-Bundesstaat Texas in den Vereinigten Staaten und der Verwaltungssitz des Hunt County. Das U.S. Census Bureau hat bei der Volkszählung 2020 eine Einwohnerzahl von 28.164 ermittelt. Die Stadt befindet sich innerhalb der Dallas-Fort Worth Metropolregion.

## Geschichte
Greenville wurde im Jahr 1846 gegründet. Die Stadt wurde nach Thomas J. Green benannt, der maßgeblich an der Gründung der Republik Texas beteiligt war. Er wurde später ein Mitglied des Kongresses der texanischen Republik.
Als sich der Bürgerkrieg abzeichnete, war Greenville in der Frage der Sezession gespalten, ebenso wie mehrere Städte und Bezirke der Region. Der Anwalt und Senator von Greenville, Martin D. Hart, war ein prominenter Unionist. Er gründete eine Kompanie von Männern, die in Arkansas für die Union kämpften, während andere Einwohner Greenvilles für die Konföderation kämpften. Die geteilte Natur von Greenville und Hunt County wird durch eine historische Markierung in der Innenstadt von Greenville vermerkt. In der Zeit nach dem Bürgerkrieg wurde Greenvilles Wirtschaft teilweise von der Baumwolle abhängig, da die lokale Wirtschaft in eine Übergangsphase eintrat.
Mit einer Einwohnerzahl von 12.384 bei der Volkszählung von 1920 war die Stadt zu dieser Zeit die 20. größte Stadt in Texas.
Im Zweiten Weltkrieg war die mexikanische Escuadrón 201 in Greenville stationiert, während sie auf dem nahe gelegenen Majors Field trainierte.
1957 annektierte Greenville die Kleinstadt Peniel, die 1899 als Pfingstgemeinde der Nazarener um die Texas Holiness University herum gegründet worden war. Die Annexion wurde von den Bürgern von Peniel, das zu dieser Zeit etwa 157 Einwohner hatte, genehmigt.

## Demografie
Nach der einer Schätzung von 2019 leben in Greenville 9314 Menschen. Die Bevölkerung teilt sich auf in 64,8 % Weiße, 15,0 % Afroamerikaner, 1,0 % amerikanische Ureinwohner, 1,0 % Asiaten und 3,2 % mit zwei oder mehr Ethnizitäten. Hispanics oder Latinos aller Ethnien machten 23,9 % der Bevölkerung von Greenville aus. Das mittlere Haushaltseinkommen lag bei 44.622 US-Dollar und die Armutsquote lag bei 19,7 % der Bevölkerung.
| Jahr | Einwohner¹ |
| ---- | ---------- |
| 1950 | 14.727     |
| 1960 | 19.087     |
| 1970 | 22.043     |
| 1980 | 22.161     |
| 1990 | 23.071     |
| 2000 | 23.960     |
| 2010 | 25.557     |
| 2020 | 28.164     |

¹ 1950 – 2020: Volkszählungsergebnisse

## Wirtschaft
Früher war das Hunt County für den Anbau von Baumwolle bekannt. Heute ist die Stadt ein Standort für die Rüstungs- und Luftfahrtindustrie. Der größte regionale Arbeitgeber ist L3Harris Technologies. In der Stadt befindet sich ein Walmart Supercenter.

## Infrastruktur
Die Interstate 30 führt durch Greenville. Der Majors Airport, ein Flughafen für die allgemeine Luftfahrt, bedient Greenville.

## Söhne und Töchter der Stadt
- Ernest Burkhart (1892–1986), Mörder
- John Boles (1895–1969), Schauspieler
- Byron G. Rogers (1900–1983), Physiker
- Tom W. Bonner (1910–1961), Politiker
- Kay Granger (* 1943), Politikerin
- Lawrence C. Dodd (* 1946), Politikwissenschaftler und Hochschullehrer
- Wade Wilson (1959–2019), American-Football-Spieler